# Ponte ferroviária de Seiça
A Ponte Ferroviária de Seiça é uma ponte sobre a Ribeira de Seiça, localizada no Município de Ourém, parte do Distrito de Santarém, em Portugal

## História
A ponte foi inaugurada em 1864, no mesmo dia do Túnel de Chão de Maçãs, sendo ambas as obras parte da principal ligação ferroviária do país, a Linha do Norte, que une as cidades de Lisboa e Porto.